# Могутненська сільська рада
| Могутненська сільська рада — колишній орган місцевого самоврядування у Кропивницькому районі Кіровоградської області з адміністративним центром у с. Могутнє. Сільській раді підпорядковані населені пункти: - с. Могутнє - с. Аврамівка |

## Склад ради
Рада складається з 12 депутатів та голови.

### Керівний склад ради
| ПІБ                         | Основні відомості                                                                                  | Дата обрання | Дата звільнення |
| --------------------------- | -------------------------------------------------------------------------------------------------- | ------------ | --------------- |
| Магльований Микола Петрович | Сільський голова, 1963 року народження, освіта, член Всеукраїнського об'єднання «Батьківщина»      | 26.03.2006   | 31.10.2010      |
| Магльований Микола Петрович | Сільський голова, 1963 року народження, освіта вища, член Всеукраїнського об'єднання «Батьківщина» | 31.10.2010   | 11.12.2011      |
| Василенко Ольга Григорівна  | Сільський голова, 1965 року народження, освіта середня спеціальна, член Партії регіонів            | 11.12.2011   |                 |

Примітка: таблиця складена за даними джерела

## Населення
За переписом населення України 2001 року в сільській раді мешкали 824 особи.

### Мова
Розподіл населення за рідною мовою за даними перепису 2001 року:
| Мова       | Відсоток |
| ---------- | -------- |
| українська | 97,20 %  |
| молдовська | 1,22 %   |
| російська  | 1,09 %   |
| угорська   | 0,36 %   |
| білоруська | 0,12 %   |